# 八代村 (埼玉県)
八代村（やしろむら）は、埼玉県北葛飾郡に存在した村。現在の幸手市南部および杉戸町北部に位置する。

## 地理
- 河川：中川（庄内古川）、倉松川、浅堀、地蔵院落、神扇落、安戸落悪水路
- 池沼：神扇沼、大島新田

## 歴史

### 村名の由来
この地域を八代耕地と称したことによる。

### 沿革
- 1889年（明治22年）4月1日 - 町村制施行により、平須賀村、長間村、中野村、平野村、神扇村、天神島村、吉野村、戸島村が合併して発足。
- 1955年（昭和30年）4月1日 - 幸手町に編入。同日八代村廃止。
- 1956年（昭和31年）
  - 1月1日 - 大字戸島字弁天、北天神、中水尾、南天神、六八、稲荷、浮張、内土腐、二本木、庄兵衛、二本木前及二本木裏が分離して杉戸町に編入され、杉戸町大字本島となる。
  - 9月1日 - 大字戸島字戍高入が分離し、杉戸町大字本島に編入される。